# Louis Beethoven Prout
Louis Beethoven Prout, född 1864, död 1943, var en engelsk entomolog och musikvetare.
Prout inriktade sig på fjärilar, speciellt inom familjen mätare.